# Španielova vila

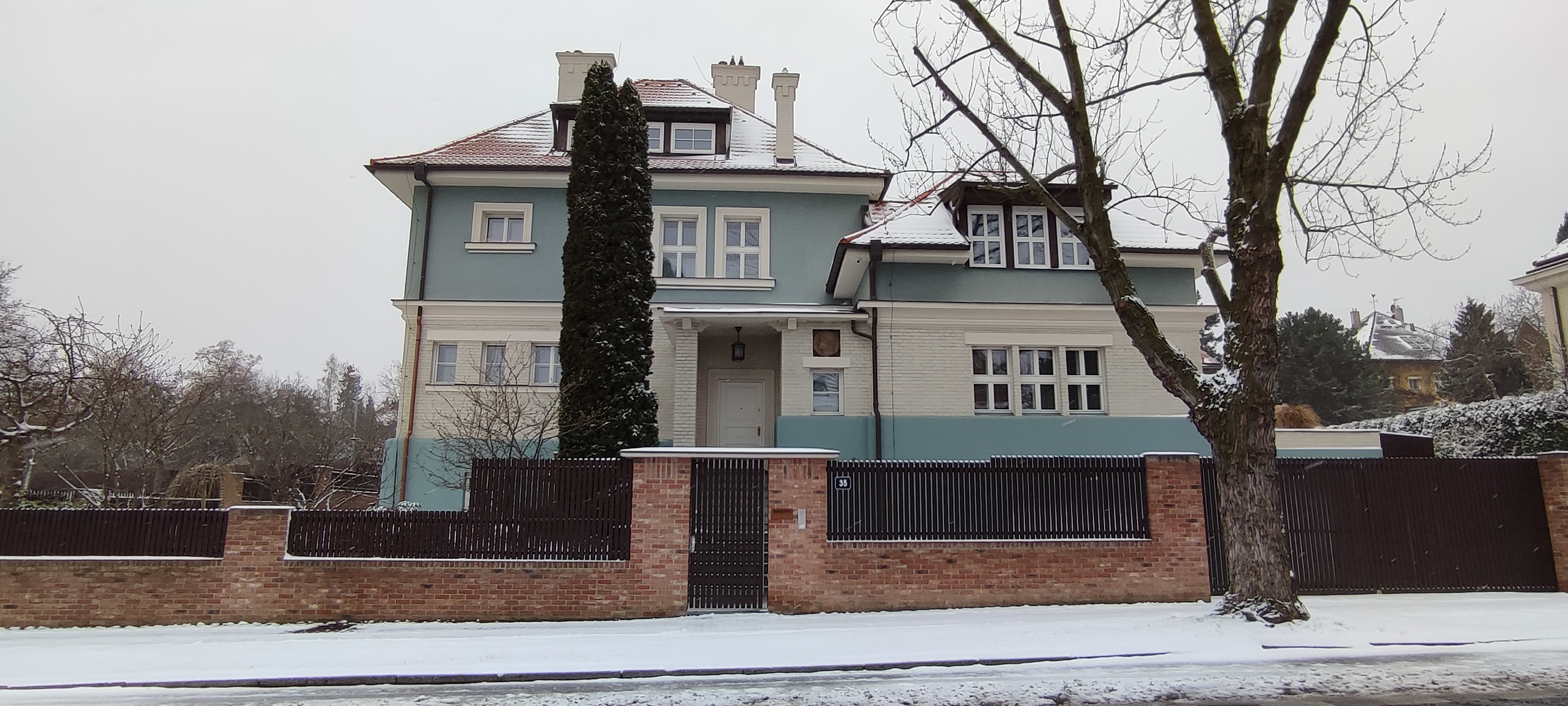
Hlavní průčelí Španielovy vily do ulice Na Ořechovce čp. 487/35

Španielova vila v Praze byla postavena v letech 1923–1924 podle projektu architekta Ladislava Machoně pro sochaře Otakara Španiela. Jde o rodinný dům čp. 487/35 s ateliérem a zahradou, situovaný na nároží ulic Západní a Na Ořechovce v Praze 6-Střešovicích, vybudovaný ve stylu funkcionalismu s prvky art deco. Vila je od 16. května 1991 chráněna jako součást památkové zóny Vilová kolonie Ořechovka.

## Historie
Již v roce 1919, před začleněním předměstských obcí do Velké Prahy, československé ministerstvo veřejných prací vypsalo veřejnou soutěž na výstavbu rodinných domů. Pro Střešovice, které se staly součástí Prahy XVIII, byl vypracován projekt na rozparcelování pozemků a výstavbu vzorového zahradního města nejdříve na území někdejší usedlosti Bořekovka, jižně od trati Buštěhradské dráhy a severně od silnice do Horní Liboce (nynější ulice Střešovická a Na Petřinách). Podali jej Stavební družstvo státních a jiných veřejných zaměstnanců společně s Konsorciem architektů, k nimž patřili Jindřich Freiwald, Bohumil Hübschmann, Eduard Hnilička, Ladislav Machoň, Jaroslav Vondrák, Alois Dryák a další. Soutěž na ústřední obchodní a společenský objekt centrum Ořechovka vyhráli Jaroslav Vondrák s Janem Šenkýřem. Osově k němu byl vytyčen obdélný park mezi ulicemi Na Ořechovce a Cukrovarnická, příčně ohraničený ulicemi Západní a Východní. V tomto nejvýznamnějším sektoru nové vilové kolonie architekti z této skupiny stavěli jak cizí zakázky, tak vlastní vily. Španielova vila sousedí přímo s vlastní vilou Jaroslava Vondráka.

## Popis
Třípodlažní nárožní dům na členitém půdorysu stojí ve svažité zahradě, ohrazené zdí z cihel a plotem. Vstupní brankou se obrací na sever do ulice Na Ořechovce, k ústřednímu objektu kolonie. Stěny jsou členěny vodorovnými pruhy, střídavě z režného zdiva z bílých cihel a omítaného se světle modrou omítkou. Jejich rytmus umocňují masivní římsy. Zádveří vchodu má dekorativní stěnu ze střídavě kladených cihel.
Objednavatelem vily byl v té době již významný sochař a medailér Otakar Španiel. Kromě obytných prostor v domě měl také svůj ateliér. Zvenčí je jeho stěna ozdobena dvěma kopiemi gotických bust Petra Parléře z triforia Svatovítské katedrály (busta císaře Karla IV. a jeho druhé manželky, Anny Falcké). V roce 1969 byla do severní fasády v zádveří domu vsazena kruhová plaketa se Španielovým portrétem a jmenovkou podle návrhu sochaře a medailéra Jiřího Prádlera.

## Galerie

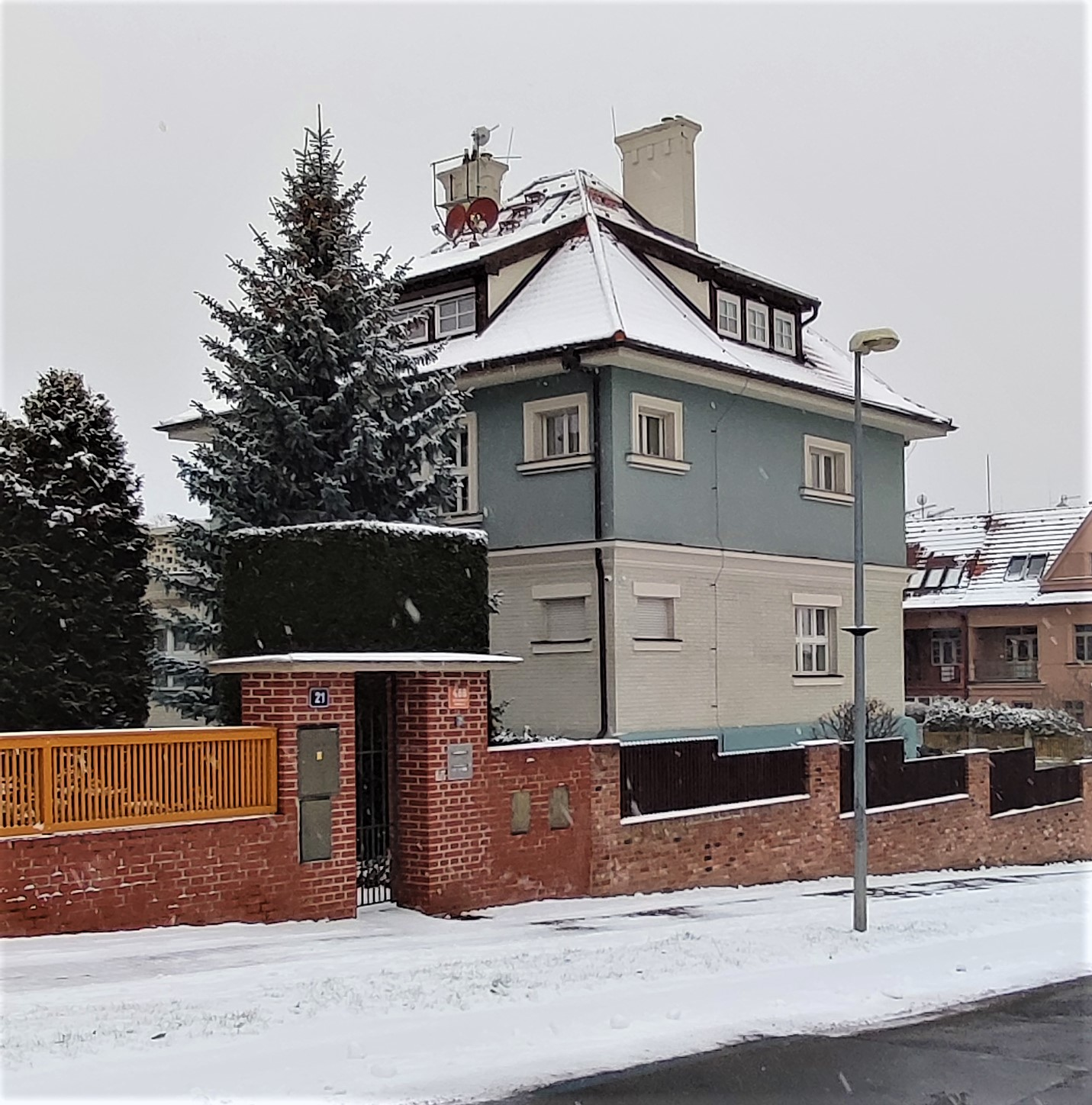
Pohled ze Západní ulice
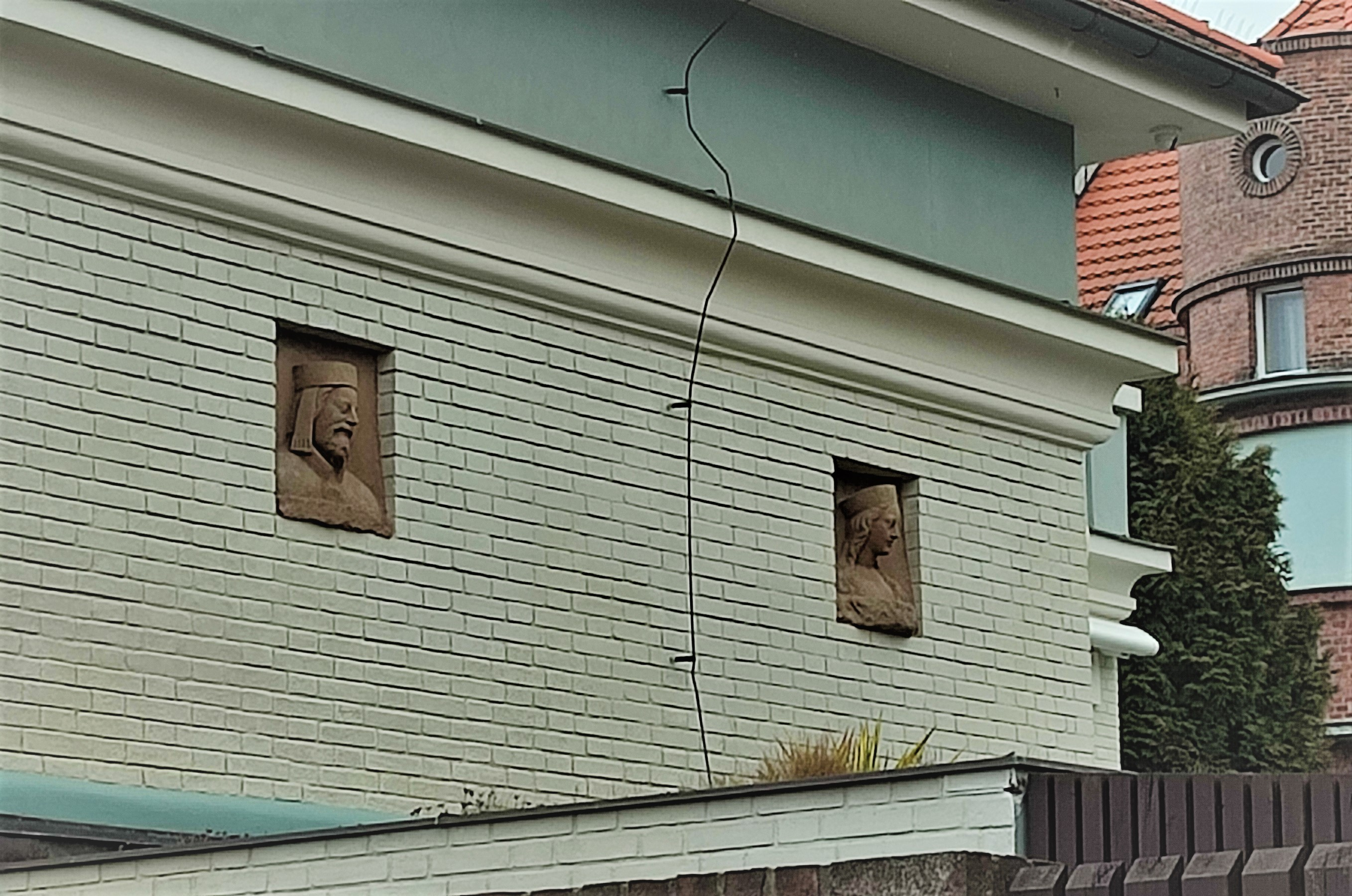
Kopie Parléřových bust
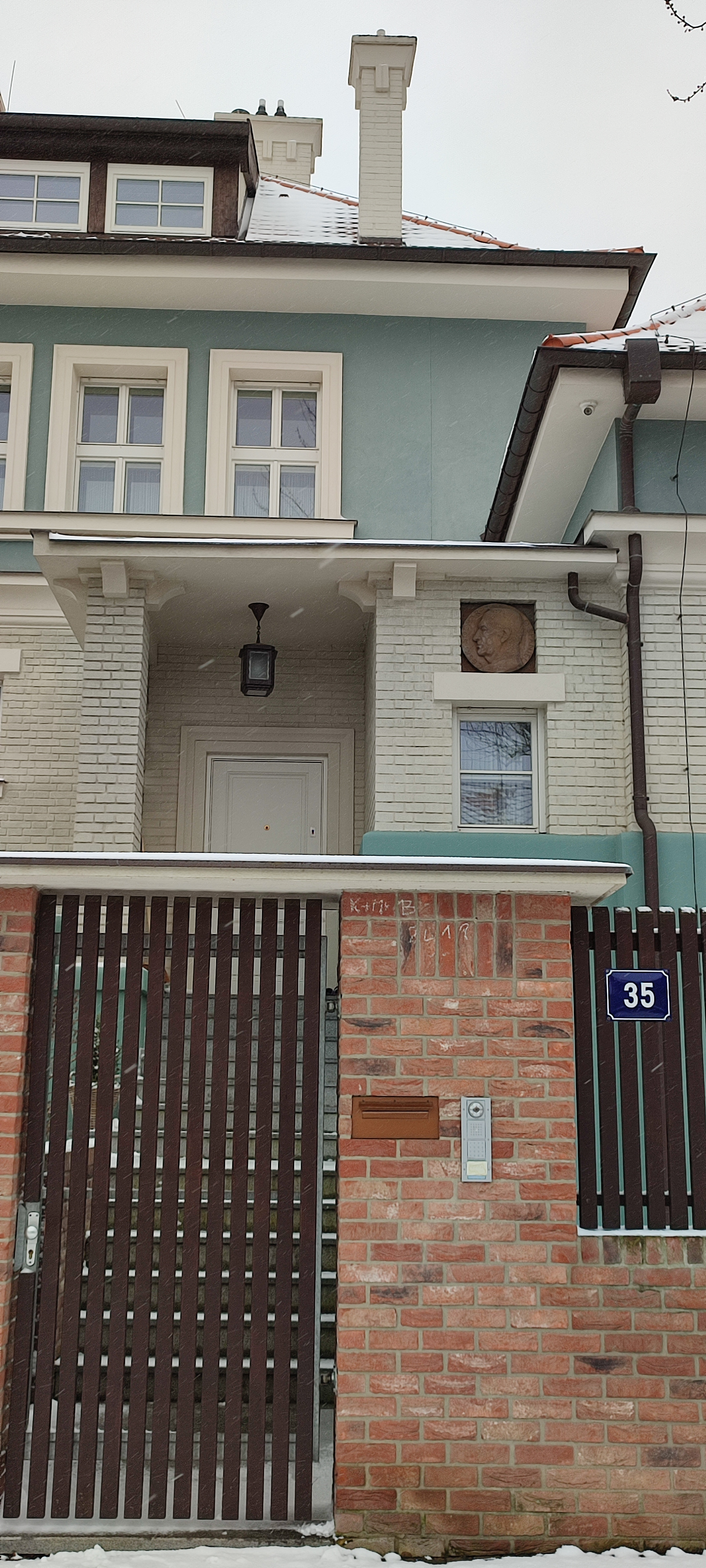
Vchod
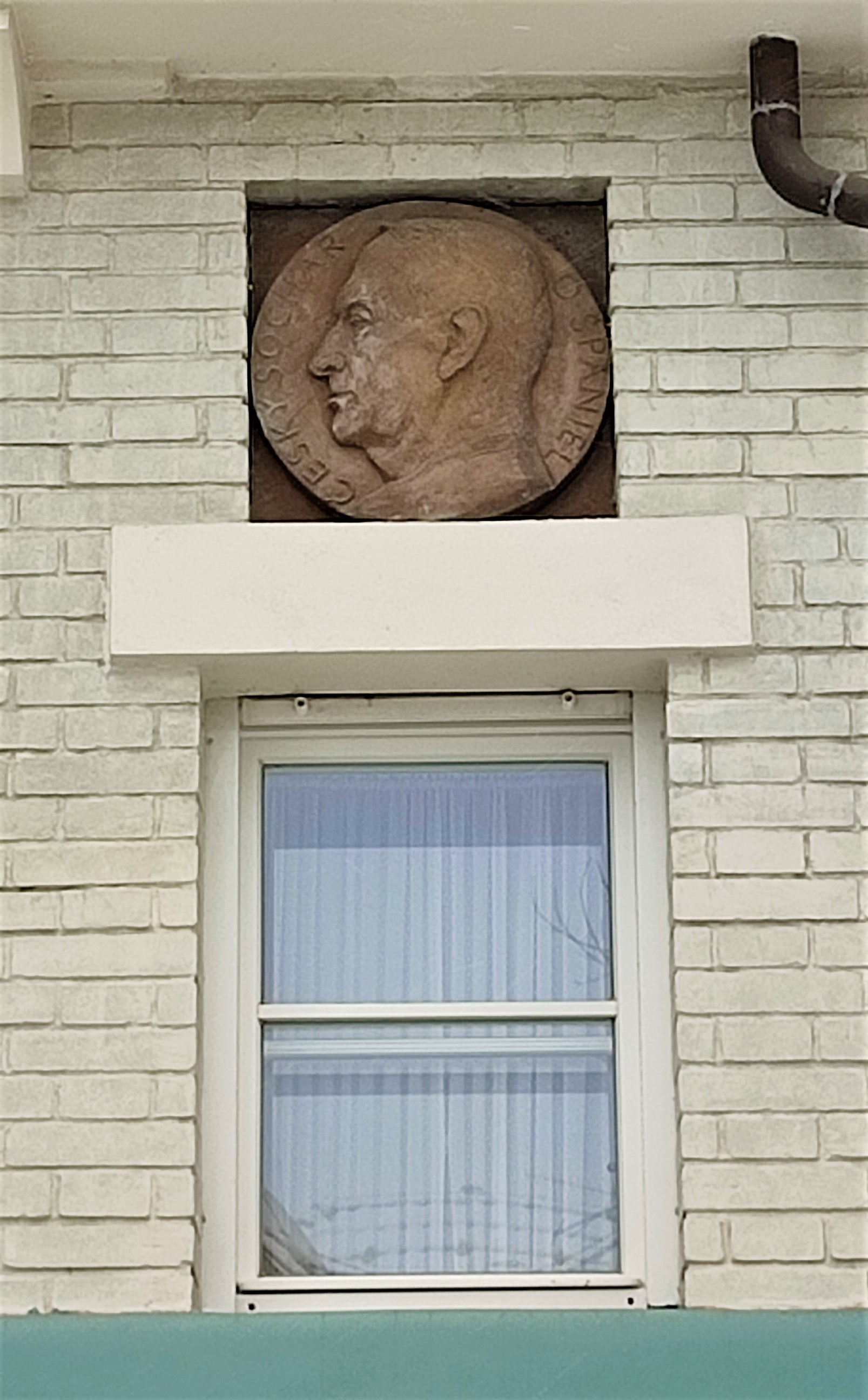
Pamětní plaketa